# تصوير بالأشعة تحت الحمراء
في الأعلى: شجرة تم تصويرها بالأشعة تحت الحمراء. في الأسفل: نفس الصورة بالطيف المرئي.
التصوير بالأشعة تحت الحمراء (بالإنجليزية: Infrared photography)‏، هو الفيلم أو السطح المُستعمل لالتقاط الصورة التي تكون لها حساسية كافية للأشعة تحت الحمراء. وهو فن من فنون التصوير الذي يلتقط الجمال الغير مرئي للطبيعة والذي أصبح ممكناً بفضل التقنية.
أطوال الموجة المستخدمة للتصوير الفوتوغرافي تتراوح من حوالي 700 نانومتر إلى حوالي 900 نانومتر. الفيلم عادة ما يكون حساساً للضوء المرئي جداً، لذلك يتم استخدام فلتر الأشعة تحت الحمراء؛ وهذا يتيح ضوء تمرير الأشعة تحت الحمراء من خلال الكاميرا.
تُصَوّر الكاميرات العادية الأضواء المرئية كتلك التي تراها عيوننا، أما فن التصوير بالأشعة تحت الحمراء فهو تقنية تعني استخدام فلاتر وتجهيزات معينة للكاميرا بحيث تستطيع تصوير المدى الذي لا تستطيع عيوننا أن تراه. وعندها تكون النتائج غير مألوفة بالنسبة إلى التصوير العادي، فالسماء التي نراها زرقاء مثلاً تكون غامقة والأشجار والعناصر ذات المكونات الغامقة تكون فاتحة، وقد يضفي المُصوِّر بعض التعديلات على الصور لإضفاء مزيد من الإضافات.

## التاريخ
حتى أوائل القرن العشرين، لم يكن التصوير بالأشعة تحت الحمراء مُتاحاً بسبب عدم توفر الحساسية في معطيات التصوير لأطوال الموجة. حدث التصوير بالأشعة تحت الحمراء لأول مرة في 1910 عبر مجلة أمريكية تُدعى مجلة القرن.
تم تطوير لوحات التصوير الحساسة للأشعة تحت الحمراء في الولايات المتحدة خلال الحرب العالمية الأولى للتحليل الطيفي، وتم التحقيق في أصباغ توعية بالأشعة تحت الحمراء لتحسين اختراق الضباب في التصوير الجوي.
أصبح التصوير بالأشعة تحت الحمراء رائجاً عند هواة التصوير في الثلاثينات عندما عرض فيلم تجاري بطريقة هذه التقنية. ونشرت صحيفة التايمز بانتظام صور طبيعية وصور جوية التقطها مصورو طاقمها باستخدام فيلم إلفورد بالأشعة تحت الحمراء. وبحلول عام 1937 كان هناك 33 نوعاً من الأفلام بالتصوير بالأشعة تحت الحمراء متاح في خمس شركات مصنعة.
أصبح التصوير بالأشعة تحت الحمراء ذو شعبية في الستينات بعد أن قام عدد كبير من الفنانين والمطربين بتصوير غلاف ألبوماتهم عبر الأشعة تحت الحمراء. يُذكر منهم جيمي هندريكس، وفرانك زابا

## مستشعر الأشعة تحت الحمراء
المستشعر هو الجزء الأساسي المسؤول عن التصوير في داخل الكاميرا ولذلك فهو المعني الأول عند التحدث عن تصوير الأشعة تحت الحمراء. يقوم بعض المختصين والمحترفين بتعديل المستشعر في داخل الكاميرا ليقوم بتصوير الأشعة تحت الحمراء بسهولة ويسر، وذلك لأن المستشعر محمي بمرشح خاص يقوم بصد الأشعة تحت الحمراء والسماح للطيف المرئي بالعبور إلى المستشعر، ويسمى هذا المرشح عادة بـ المرآة الساخنة. يقوم المختصون في هذا المجال برفع هذا المرشح للسماح للأشعة تحت الحمراء بالعبور بسهولة إلى المستشعر وبهذه الطريقة يكون تصوير الأشعة ميسوراً كالتصوير الاعتيادي، حيث تكون مدة التعريض مقاربة لمدة التعريض عند التصوير الطبيعي. يمكن تنقيح الصورة أكثر من خلال استخدام مرشح آخر على العدسة هذه المرة (ويُسمى بالمرآة الباردة) حيث يقوم بالسماح للأشعة بالعبور ويصد أمواج الطيف الأخرى. على أن عملية إزاحة هذا المرشح من على المستشعر هي عملية خطرة وحساسة، وعند القيام بها لا يمكن إرجاع المستشعر كما كان عليه. لهذا السبب يقوم البعض باقتناء بعض الكاميرات الرخيصة نسبيا والتي يقومون بتحويلها (أي رفع المرشح فيها) وتخصيصها لهذا النوع من التصوير بجانب الكاميرات الأكثر تقدما والتي تستخدم للتصوير العادي.